# Мюллер, Отто (борец)
Отто Адольф Мюллер (нем. Otto Adolf Müller; 21 июня 1899 — неизвестно) — швейцарский борец вольного стиля, бронзовый призёр Олимпийских игр  

## Биография
На Летних Олимпийских играх 1924 года в Париже выступал в полусреднем весе, где титул оспаривали 13 борцов. 
Отто Мюллер проиграл первую же встречу, но в конечном итоге получил право на участие в турнире за третье место, и в нём победил. 
См. таблицу турнира.  